# Kejserliga examensväsendet

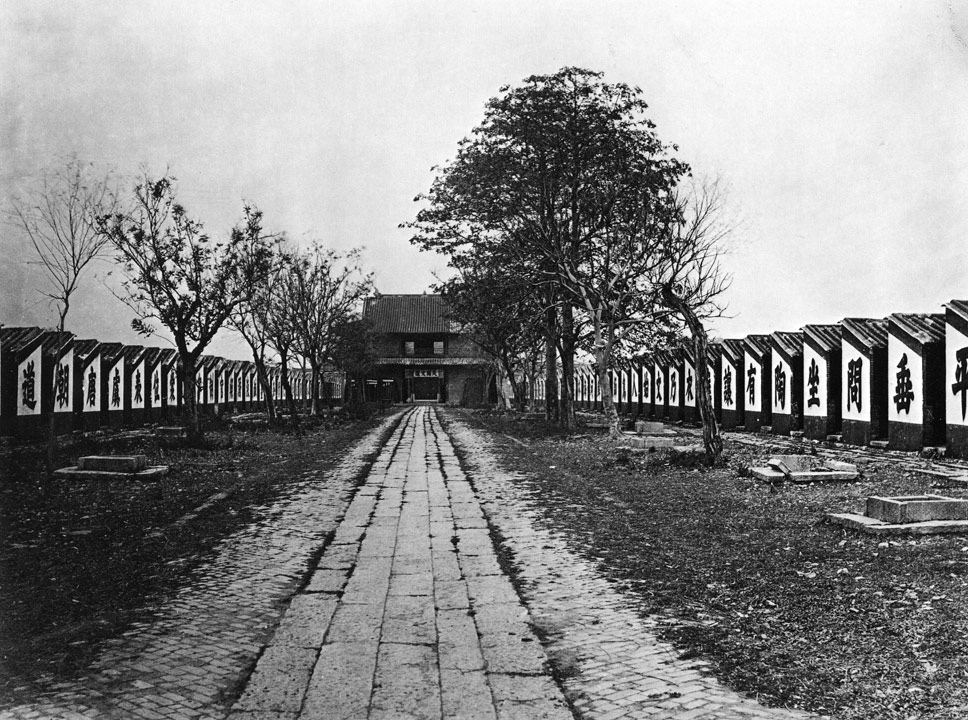
Examinationshall i Guangzhou 1873.

Kejserliga examensväsendet (pinyin: kējǔ; traditionell kinesiska: 科舉) var ett system med skriftliga prov som användes för att utse ämbetsmän i den kejserliga kinesiska byråkratin. Systemet infördes på 600-talet under Suidynastin och växte successivt i betydelse för att sedan avskaffas i Qingdynastins reformprogram 1905.

## Historia
Systemet att utvälja statliga ämbetsmän genom skriftliga examina etablerades år 605 under Suidynastin och användes endast i mindre skala under den följande Tangdynastin. Under Songdynastin utvidgades examenssystemet och det statliga skolsystemet för att stävja den militära aristokratins inflytande. Systemet spelade en viktig roll i att skapa ett skikt av lärda ämbetsmän som kom att få ett avgörande inflytande och blev det främsta sättet för de jordägande eliterna att avancera socialt. Under Ming- och Qingdynastin bidrog systemet till att stärka kejsarens autokratiska makt.

## Format

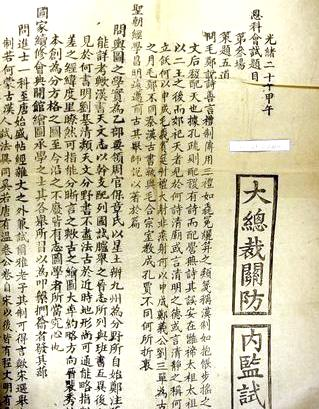
Provfrågan för huvudstadsexamen år 1894.

Varje examenskandidat fick i uppdrag att svara på en fråga som hämtats ur de konfucianska klassikerna och frågan skulle besvaras i ett särskilt formaliserad prosa, den så kallade "åttafotingen", som kallades så då den skrevs i åtta strikt formaliserade led, nämligen "huvudet", "halsen", "strupen", "armarna", "vändpunkten", "inälvorna", "benen" och "fötterna".
Från och med omkring 1370 varade proven i 24 till 72 timmar och proven genomfördes i trånga celler, där kandidaten skrev, åt och sov. För att varje provsvar skulle bedömas på sina egna meriter rättades provsvaren anonymt.

## Examensgrader
Under Qingdynastin hade examenssystemet en rad olika examensnivåer, de viktigaste var:
- Shēngyuán (生員), även kallad xiùcái (秀才) eller "talang". Provet liknas ofta vid licentiat-examen och administrerades på  härads- eller prefekturnivå varje år;
  - Anshou (案首), var en shēngyuán rankats som nr. 1 i sin examenskull;
  - Gongsheng (貢生), eller "tributstudent", seniorlicensiat.
- Jǔrén (舉人) eller "utvald lärd". Detta var en kandidat som var utexaminerats på provinsnivå; provet i gavs provinshuvudstaden var tredje år.
  - Jieyuan (解元), en jǔrén som rankats som nr. 1 i sin examenskull
  - Huiyuan (會元), en jǔrén som var rankades som nr. 1 i förhandskvalificeringen före det egentliga provet
  - Gongshi (貢士), en jǔrén som klarade förhandskvalificeringen
- Jìnshì (進士) eller "framstående lärd". Detta kallades någon som examinerats i den kejserliga huvudstaden och detta prov hölls var tredje år.
  - Jìnshì jidi (進士及第), kallades jìnshì som rankades högst i sin examenskull
    - Zhuàngyuán (狀元), en jìnshì som rankats som nr. 1 i den högsta klassen av sin examenskull;
    - Bangyan (榜眼), en jìnshì som rankats som nr. 2 i den högsta klassen av sin examenskull;
    - Tanhua (探花), en jìnshì som rankats som nr. 3 i den högsta klassen av sin examenskull.